# Sandwich (Massachusetts)
Sandwich – miasto w Stanach Zjednoczonych, w stanie Massachusetts, w hrabstwie Barnstable.